# El Confidencial
El Confidencial és un diari digital espanyol d'informació general, especialitzat en notícies econòmiques, financeres i d'actualitat política. Està orientat cap a un públic professional, de mitjana edat. Té una orientació política conservadora moderada. El seu consell editorial està dirigit pel periodista i advocat José Antonio Zarzalejos i format per la sociòloga Belén Barreiro, l'historiador Juan Pablo Fusi Aizpurúa, el filòsof Manuel Cruz, l'arquitecte Juan Miguel Hernández de León, l'advocat Ignacio Díez-Picazo i els economistes Nemesio Fernández Cuesta i Ignacio de la Torre. També formen part del consell editorial el president-editor d'El Confidencial, José Antonio Sánchez, i el director del diari, Ignacio Cardero.

## Columnistes destacats
- Antonio Casado Alonso
- José Antonio Zarzalejos
- Federico Quevedo
- Gonzalo López Alba
- Joan Tàpia
- Graciano Palomo
- Daniel Lacalle
- Leopoldo Abadía
- Roberto Centeno
- Javier G. Matallanas
- Javier Caraballo
- Juan Carlos Rodríguez Ibarra
- Antonio España
- Juan Manuel López Zafra
- Marc Garrigasáit
- Kike Vázquez
- Irene Lozano